# Bimétallisme
Le bimétallisme est un système monétaire reconnaissant deux parités métalliques légales. C'est un cas particulier de métallisme. 

## Principe

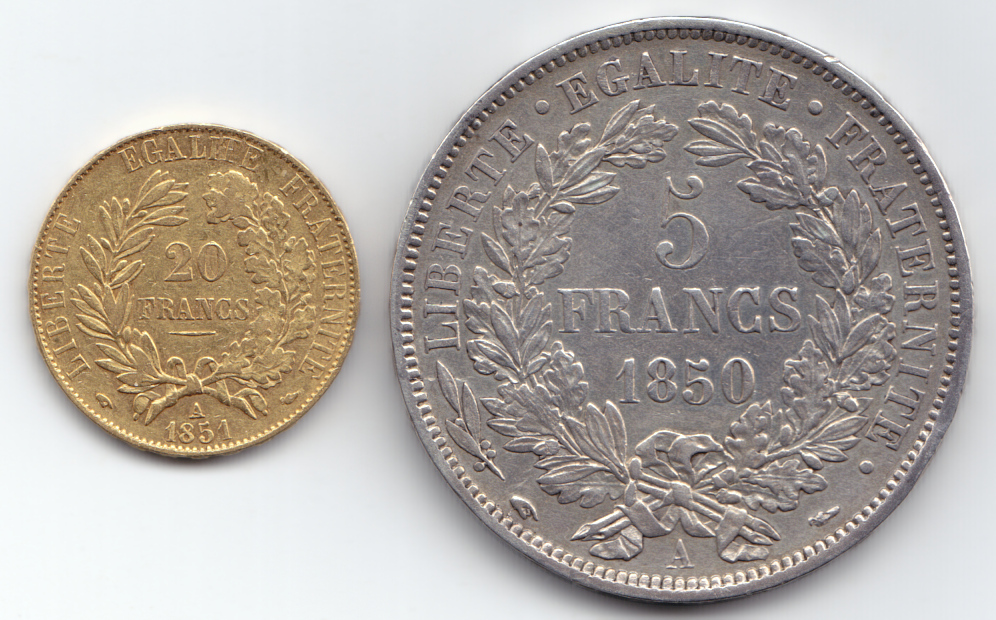
Pièces de 20 francs en or et 5 francs en argent, époque de la Seconde République française. Poids 6,41 et 24,94 g. Le rapport de l'or à l'argent est de 1:15,5.

D'un point de vue historique et économique, le bimétallisme comprend des métaux précieux comme l'or et l'argent, servant aux échanges et transactions, et s'oppose au monométallisme, qui ne garantit la légalité que d'un seul métal. Il fut tout d'abord supplanté par l'or du fait de la loi de Gresham, selon laquelle la mauvaise monnaie chasserait la bonne, mais la rareté de l'or a rapidement contraint à prendre en compte l'argent métal comme une autre réserve de valeur.

## Histoire
Selon Hérodote, Crésus, roi de Lydie, décide d'émettre deux monnaies, l'une en or pur, l'autre en argent (ou en électrum). L'adoption progressive de l'usage monétaire par les cités situées au Moyen-Orient puis dans la confluence de la Grande Grèce voit s'établir l'usage de monnaies en or et en argent, ou en argent et en bronze, système plus courant, avec un usage exceptionnel de l'or, au poids ou frappé.
Sous l'Empire romain, l'aureus possédait la plus grande valeur, mais le système reposait en partie sur le sesterce.
Le Haut Moyen Âge voit l'argent prendre le pas sur l'or en Europe occidentale, du fait de difficulté d'approvisionnement pour ce dernier.
Durant les siècles suivants, l'Europe connaît une augmentation considérable des quantités d'argent métal en circulation du fait de nouvelles mines découvertes en Bohême : au XVIe siècle, l'or des Amériques arrivant par galions entiers renverse la tendance. Le rapport entre l'or et l'argent se situe entre 12 et 17 : il faut en moyenne 15,5 parts d'argent métal pour obtenir une part d'or métal.
À la fin du règne de Louis IX, les réformes monétaires du roi s'échelonnent de 1262 à 1270, marquent une date dans l'histoire monétaire de la France. La plus spectaculaire est la reprise, après cinq siècles, de la frappe de l'or, le retour au bimétallisme de l'Antiquité et du haut Moyen Âge, qui faisait entrer la Chrétienté latine dans le club restreint des ensembles économiques et politiques bimétallistes : Byzance et l'Islam. 
Citons les grandes cités marchandes italiennes. Lucques, peu avant 1246, Gênes, en 1252 (genovino), surtout Florence, à partir de 1253, avec le fiorino et Venise, à partir de 1284, avec le ducat  font une entrée fracassante et durable dans l'emploi de la monnaie d'or pour le grand commerce international et la collecte des impôts publics des monarchies occidentales.
La Conquête de l'Ouest en a fait un thème politique majeur aux États-Unis : la ruée vers l'or californien commence en 1848 et bouleverse l'économie mondiale.
Le Japon, à la suite de l'ouverture du pays dans les années 1850, perd une bonne partie de son stock d'or du fait du taux de change or-argent inférieur à celui pratiqué en Europe (1 pour 6 au Japon, 1 pour 15 en Europe). 
L'explosion de la production d'or en Afrique du Sud, au Canada et en Alaska dans les années 1890 a mis définitivement fin au bimétallisme, déjà secoué par l'adoption de l'étalon-or en Europe à partir de 1870.

## Chronologie auXIXesiècle
- 1800 : création de la Banque de France, ses billets sont au porteur et échangeables contre de l'or à vue ; ce système durera jusqu’en 1914.
- 1828 : Ruée vers l'or de 1828 en Géorgie
- 1836 : le Specie Circular exige le payement des terres en or aux États-Unis
- 1837 : Libre frappe de la monnaie en échange d'argent aux États-Unis
- 1837 : Panique de 1837 avec perte de confiance dans la monnaie papier aux États-Unis
- 1847 : ruée vers l'or de l'Altaï
- 1847 : ruée vers l'or de l'Oural
- 1844 : le Bank Charter Act exige 100 % d'or pour gager chaque billet en Angleterre
- 1848 : Ruée vers l'or en Californie
- 1849 : Ruée vers l'or au Victoria
- 1859 : découverte des mines d'argent du Comstock Lode
- 1863 : hausse des actions du Comstock Lode
- 8 juillet 1864 : fondation de la Bank of California
- 23 décembre 1865 : signature de l'Union latine, instituant le bimétallisme et un même format monétaire entre la France, la Belgique, la Suisse, la Grèce et l'Italie.
- décembre 1870 : l'action de la Crown Point Mine (mines d'argent) passe de 3 à 16 dollars, ce sera 300 dollars en juin 1871 car les mineurs découvrent le début du filon Crown Point Bonanzza
- novembre 1871 : le président américain Ulysses S. Grant se fâche dans l'affaire de l'Emma Silver Mine
- décembre 1871 : Loi monétaire prussienne du 4 décembre 1871
- 1873: Loi monétaire allemande du 9 juillet 1873
- 12 février 1873: Coinage Act de 1873 aux États-Unis, qui limite les achats d'argent aux États-Unis[6]
- 1878 : le Bland-Allison Act détermine les achats d'argent, en valeur, aux États-Unis
- 1890 : le Sherman Silver Purchase Act détermine les achats d'argent, en volume, aux États-Unis
- 1895 : doublement, en quelques années, de la production d'or en Afrique du Sud
- 1900 : les États-Unis adoptent officiellement l'étalon-or.
- 1914 : suspension du Gold Standard, qui sera rétabli en 1922.